# Крхотине
Крхотине, пуног назива Крхотине: (Хроника једног нестајања) је југословенски филм из 1991. године. Режирао га је Зринко Огреста, а сценарио су писали Лада Каштелан и Зринко Огреста.

## Радња
Једне ноћи за време рата војска силом са собом одводи Тому Ливају. После рата нема га ни у једној евиденцији: не води се ни као непријатељ ни као партизан. Догађај је нејасан и погодан за шпекулацију локалних власти, које несталог проглашавају усташом, а тај се бег преноси на његовог сина Ловру који проживљава својеврсну голготу и не добија стипендију, пасош, посао. Због тога одлази на рад у иностранство, али приликом божићне посете завичају, опет у некој мутној ситуацији, бива убијен. Његов син, Иван, одраста уз очеву мајку која крије праву истину о његовом оцу не би ли га заштитила од злосутне судбине. Међутим, Иван случајно проналази очев дневник и судбина се поново покреће. Иван покушава објавити књигу о очевој судбини која га потпуно заокупља и мења његов живот. Истражујући смрт свог оца, долази у сукоб са околином, запушта породицу и на крају уништава и сопствени живот. 

## Улоге
| Глумац                 | Улога            |
| ---------------------- | ---------------- |
| Филип Шоваговић        | Иван Ливаја      |
| Алма Прица             | Инес Ливаја      |
| Славко Јурага          | Ловро Ливаја     |
| Крунослав Шарић        | Друг Мандић      |
| Семка Соколовић-Берток | Комшиница        |
| Иво Грегуревић         | Винко            |
| Божидар Орешковић      | Томо Ливаја      |
| Ана Карић              | Ана Мандић       |
| Вања Драх              | Уредник          |
| Зденка Анушић          |                  |
| Ета Бортолаци          |                  |
| Горан Гргић            |                  |
| Зденко Јелчић          |                  |
| Марко Јурага           |                  |
| Лена Политео           | Жена из комисије |
| Матија Прскало         |                  |
| Жарко Савић            |                  |
| Нада Суботић           |                  |
| Ђуро Утјешановић       |                  |
| Марица Видушић         |                  |
| Вјера Жагар-Нардели    |                  |